# Дунайский коридор

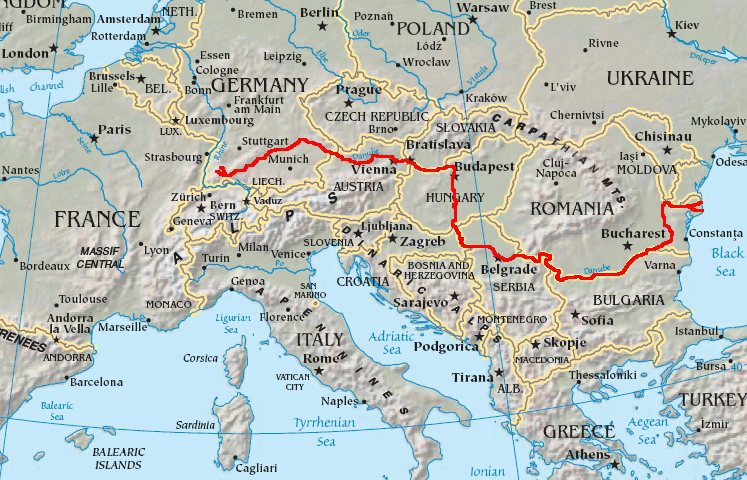
Физическая карта Европы. Дунай отмечен красным цветом

Дунайский или Рейнско-Дунайский коридор — в палеонтологии и археологии означает путь вдоль долин Дуная и Рейна, по которому следовали миграции различных восточных культур из Анатолии, Эгеиды, Каспия и т. д. в северную и северо-восточную Европу.